# M/S Baltic Queen

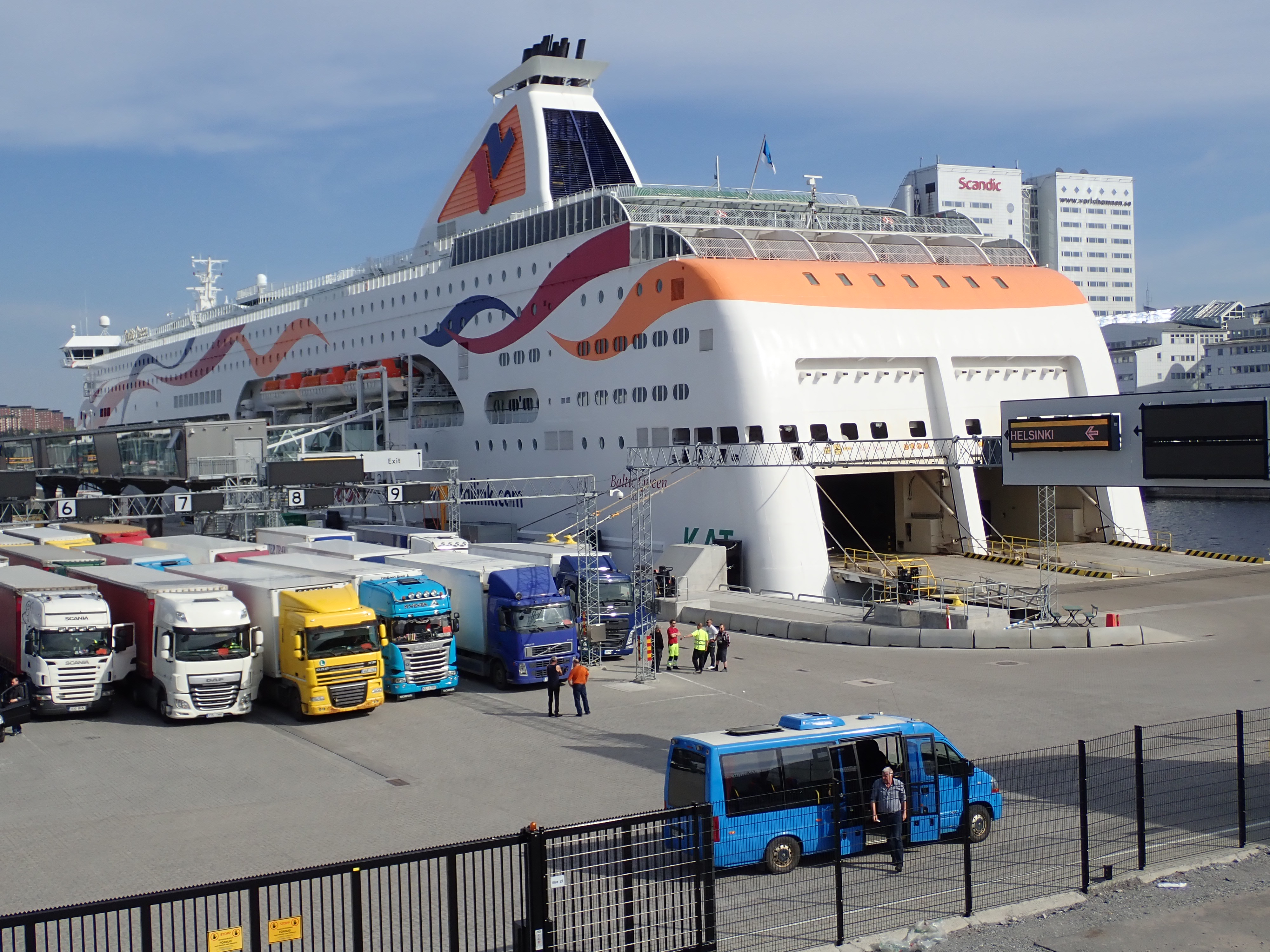
M/S Baltic Queen i Värtahamnen i Stockholm i maj 2018.

M/S Baltic Queen är en kryssningsfärja som trafikerar linjen Stockholm-Mariehamn-Tallinn för Tallink Silja.

## Historik
- Beställd av Tallink hos Aker Finnyards, Raumo i Finland för 180 Miljoner Euro i april 2007.
- Kölsträckt den 22 april 2008
- Sjösatt den 5 december 2008
- På provtur den 27 mars 2009
- I trafik Stockholm - Mariehamn - Tallinn den 24 april 2009
- Den 26 november till 19 december 2009: Ersätter M/S Silja Europa. Insatt mellan Stockholm - Långnäs - Åbo för Silja Line.
- Den 20 december 2009: Åter i trafik mellan Stockholm - Mariehamn - Tallinn.
- Fr o m 6 augusti 2014 i trafik mellan Helsingfors och Tallinn.
- Fr o m 14 december 2016. Ersätter M/S Baltic Queen M/S Romantika på linjen Stockholm-Mariehamn-Tallinn.

## Systerfartyg
- M/S Galaxy
- M/S Baltic Princess

## Bilder

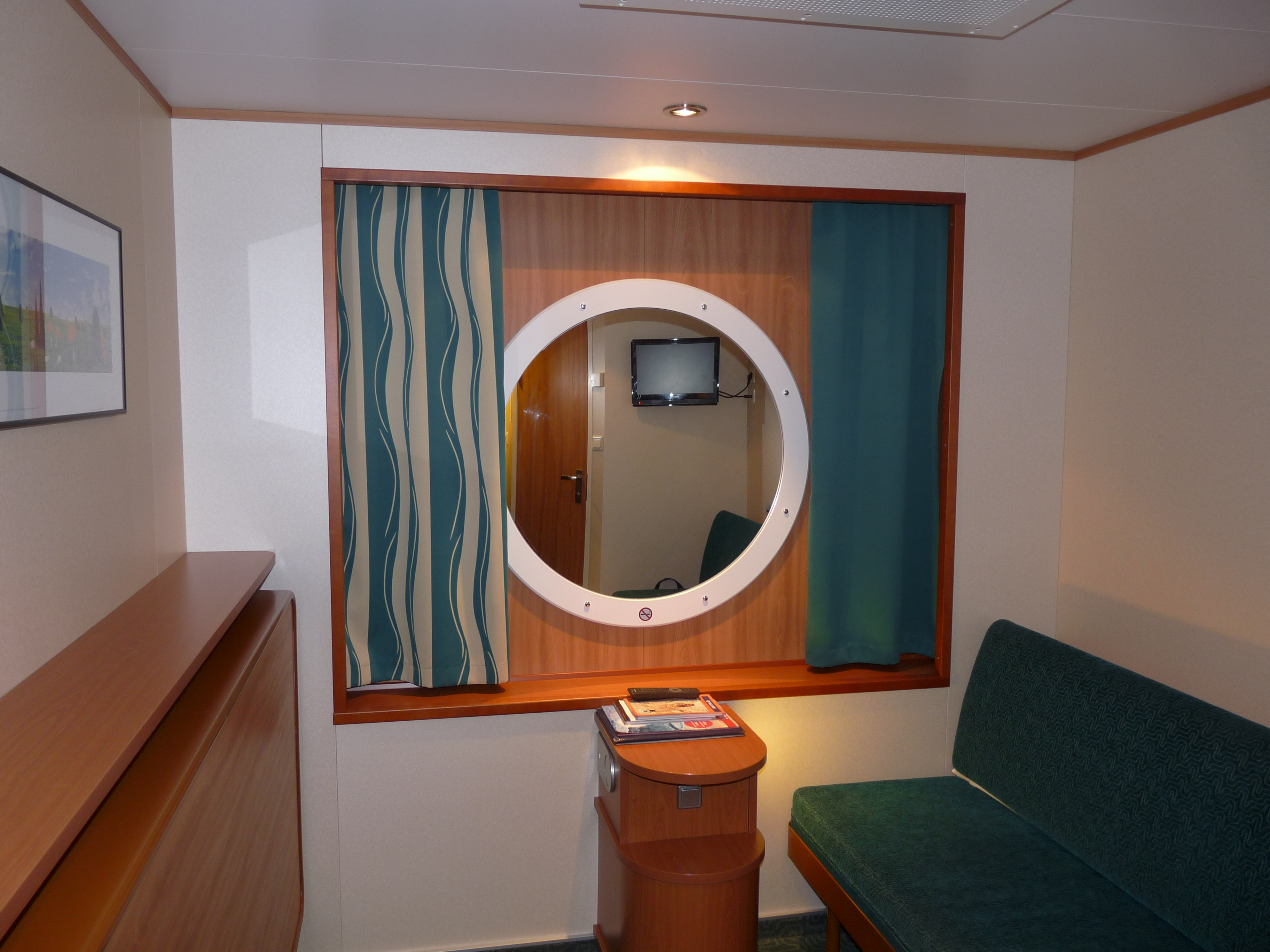
Hytt
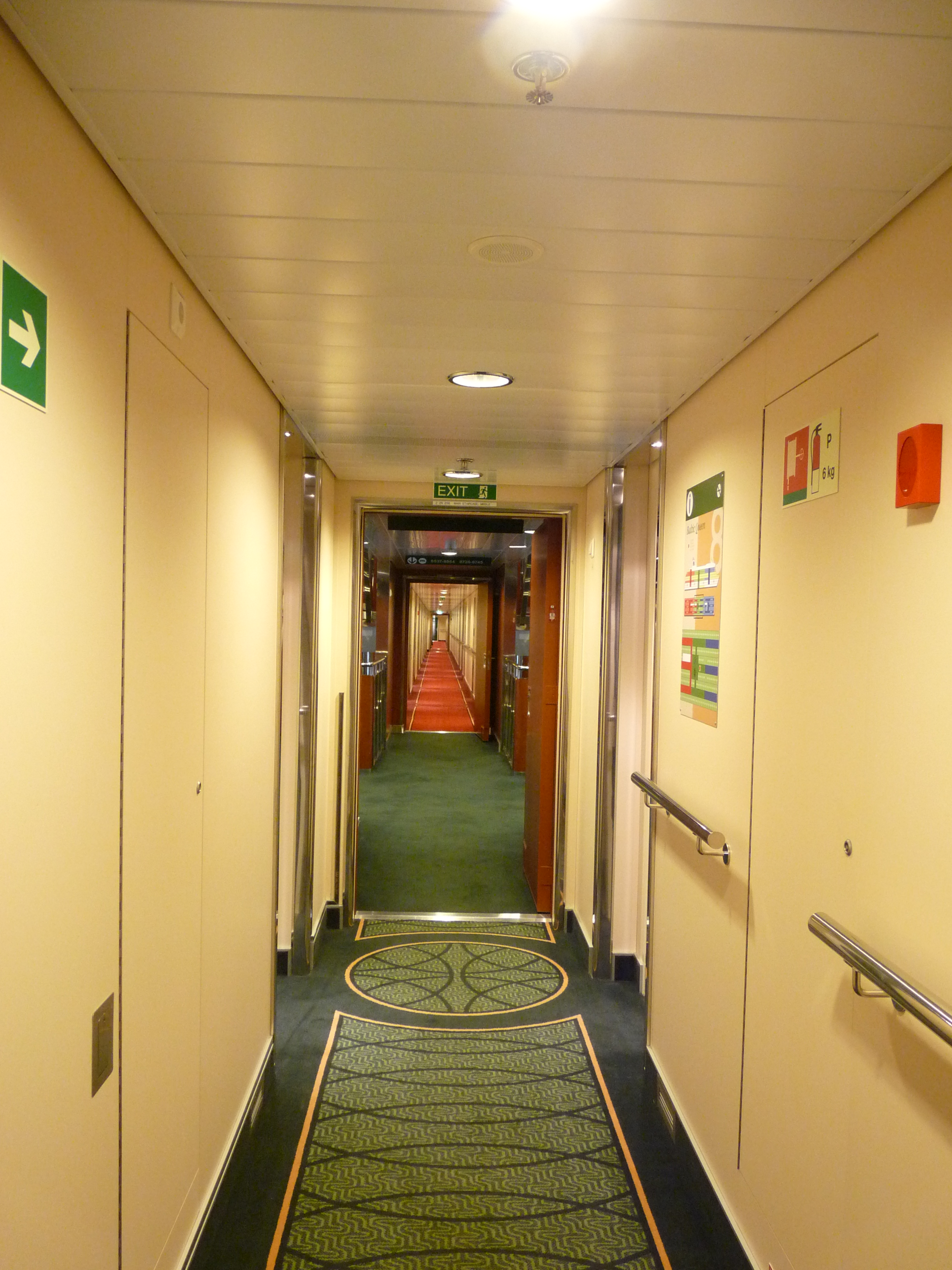
Hyttkorridoren
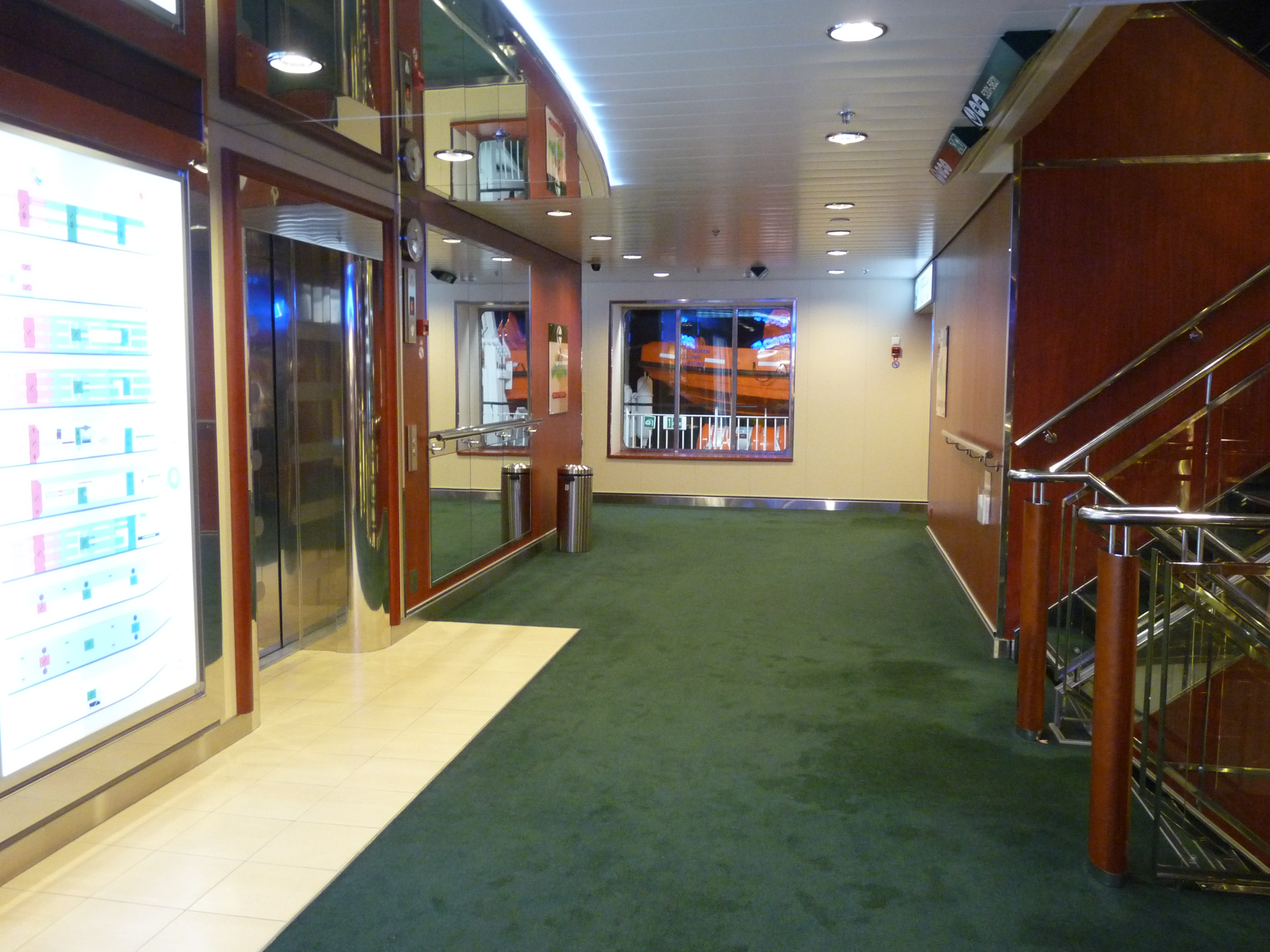
Däck 6
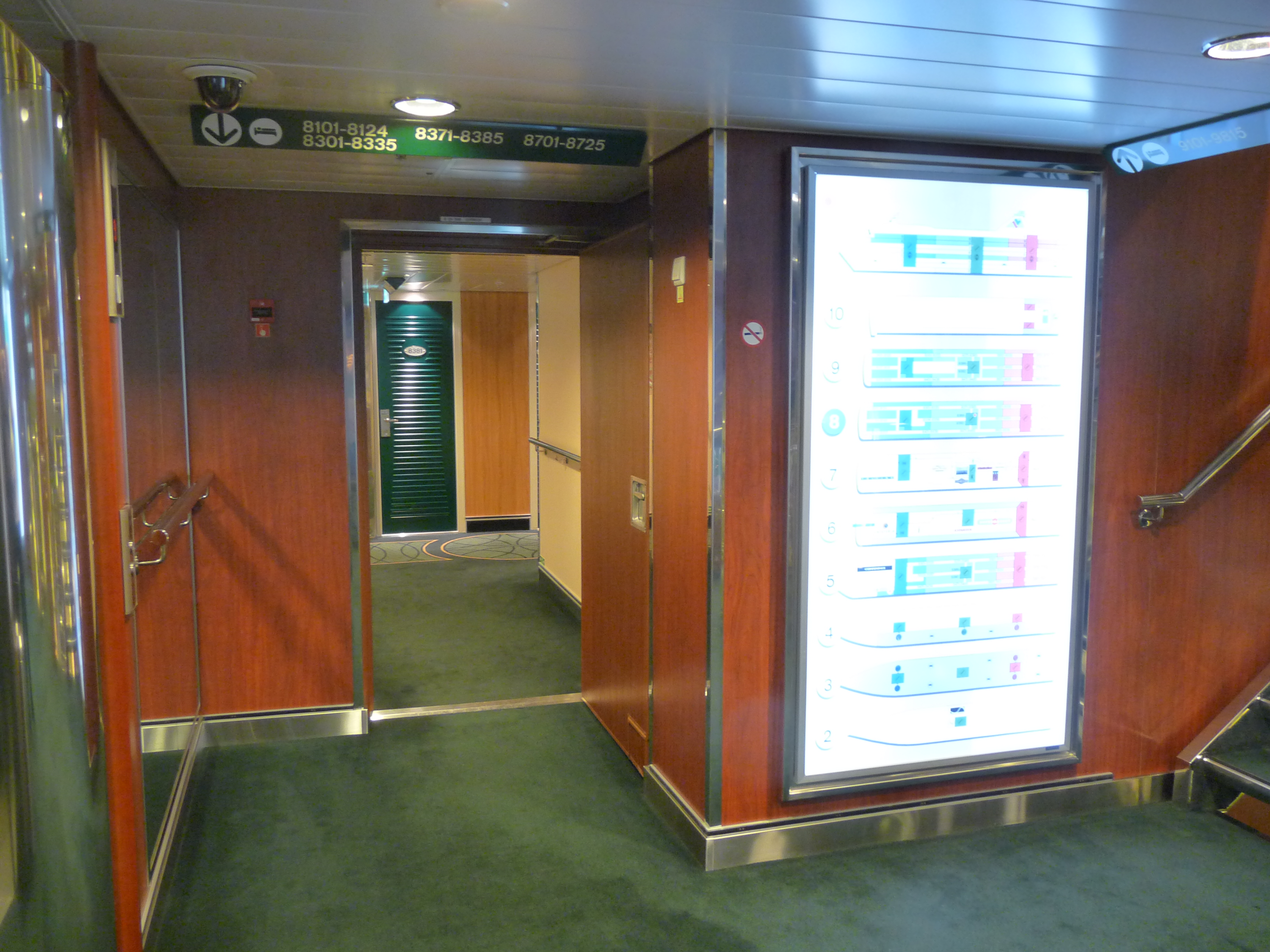
Däck 8
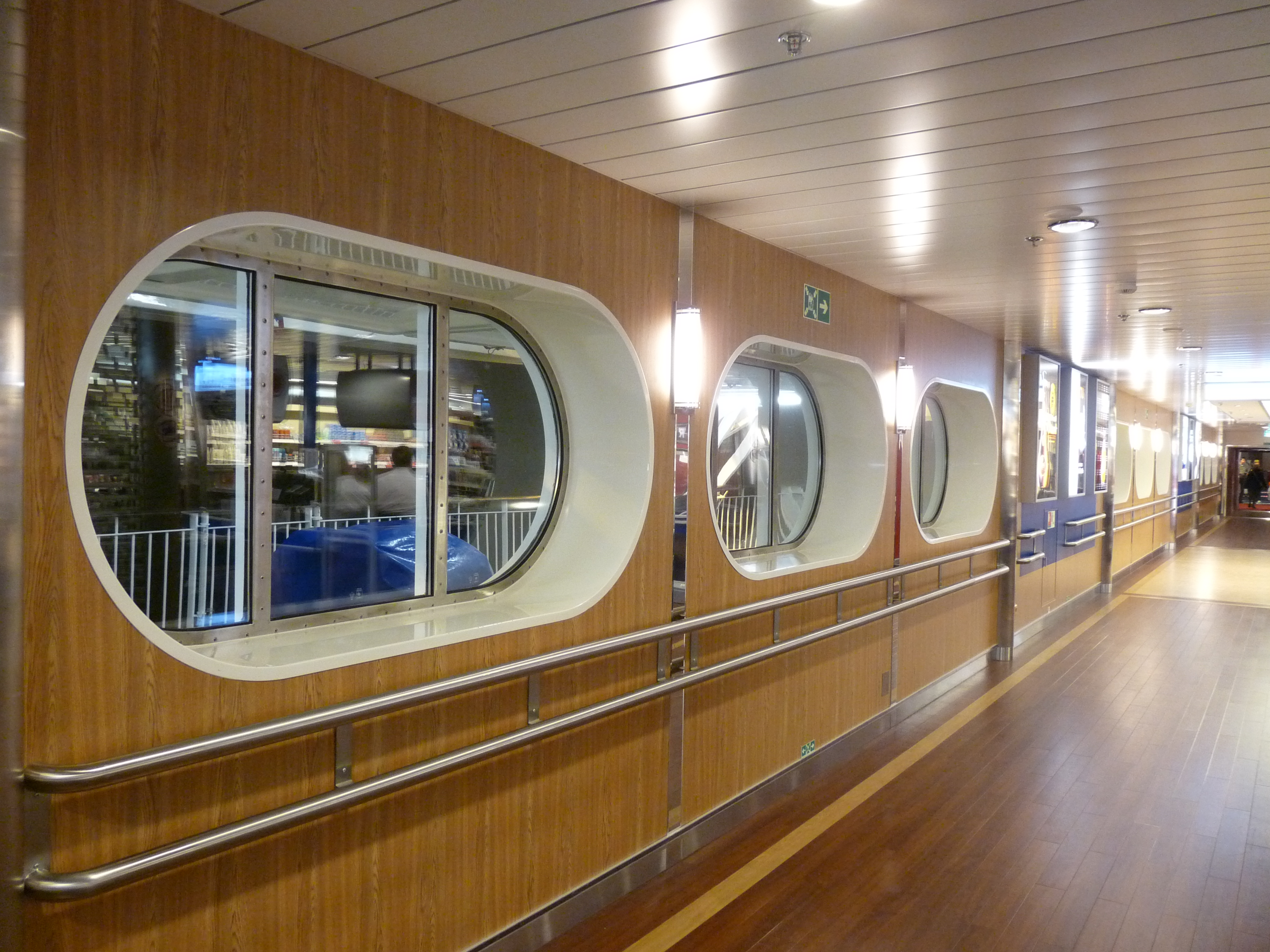
Däck 6
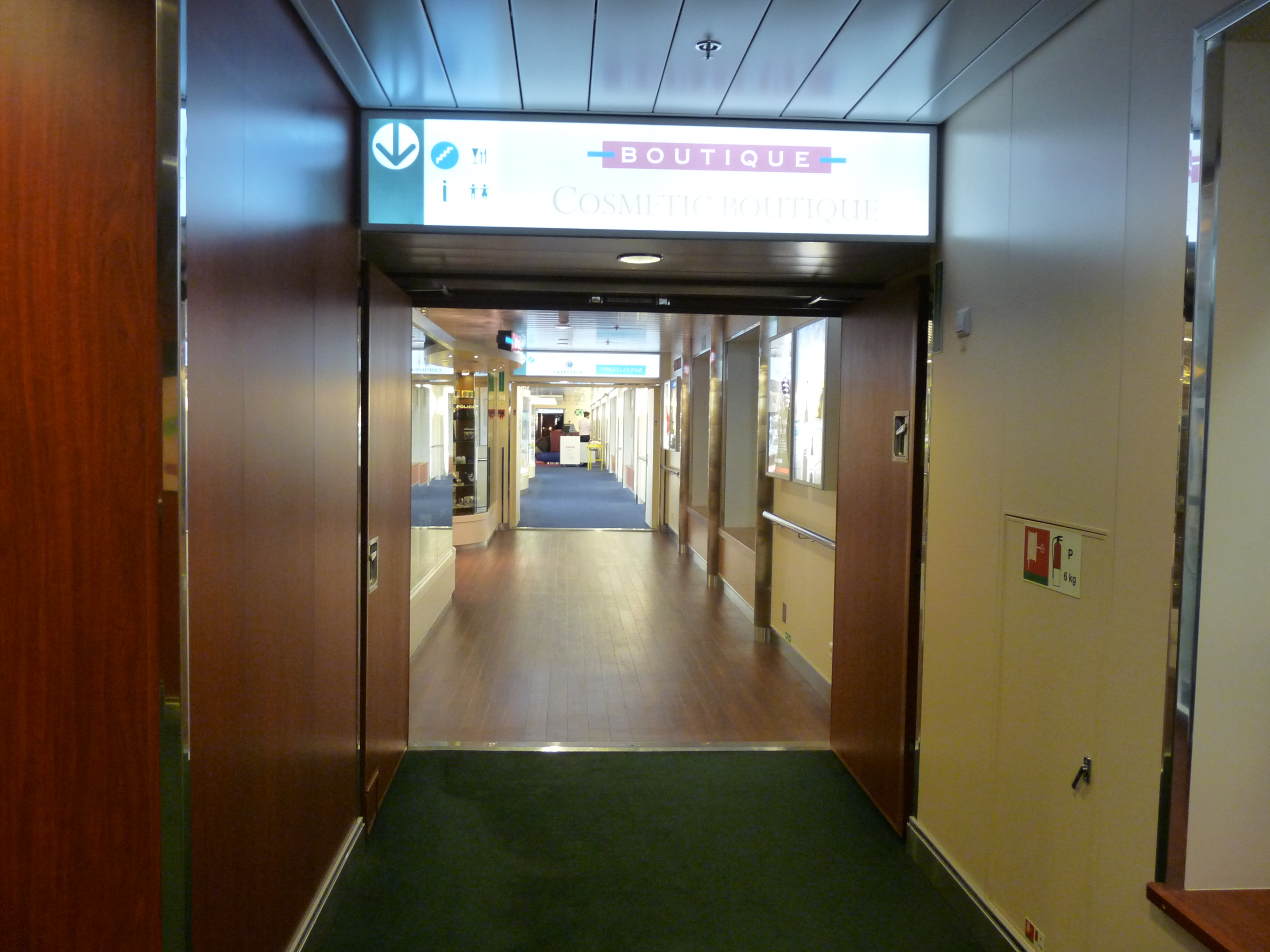
Boutique
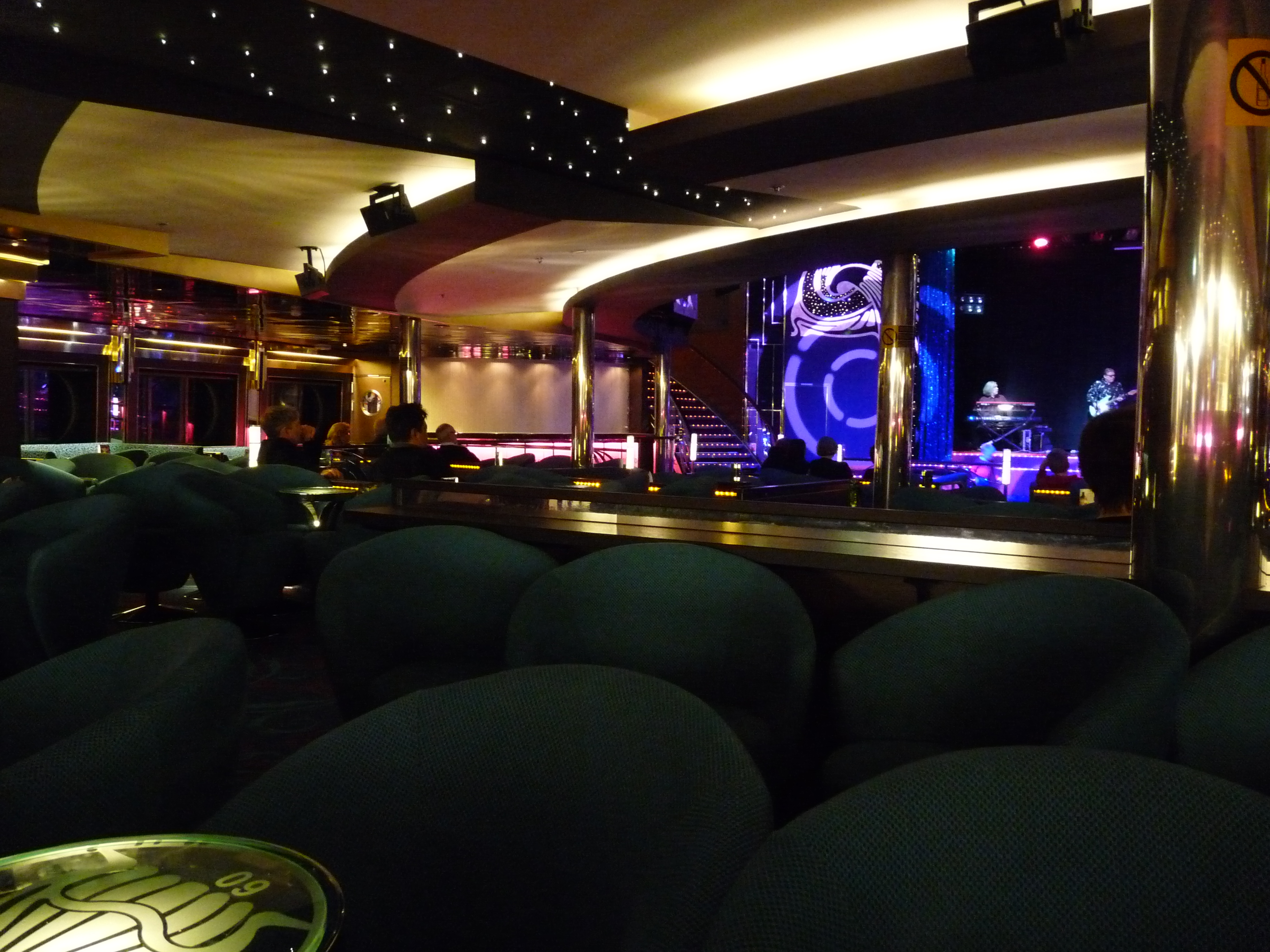
Scen
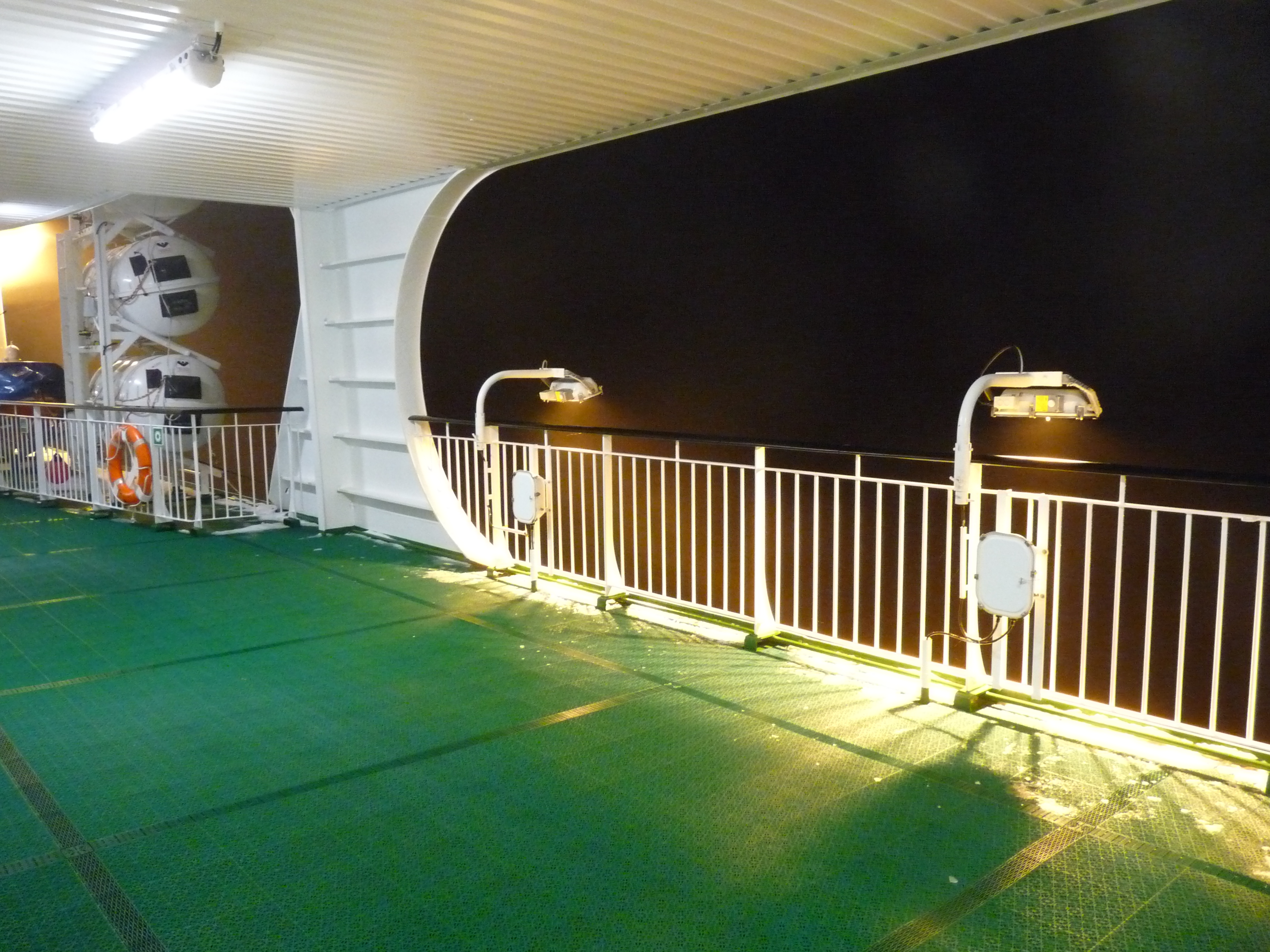
Soldäck